# Schneetreiben

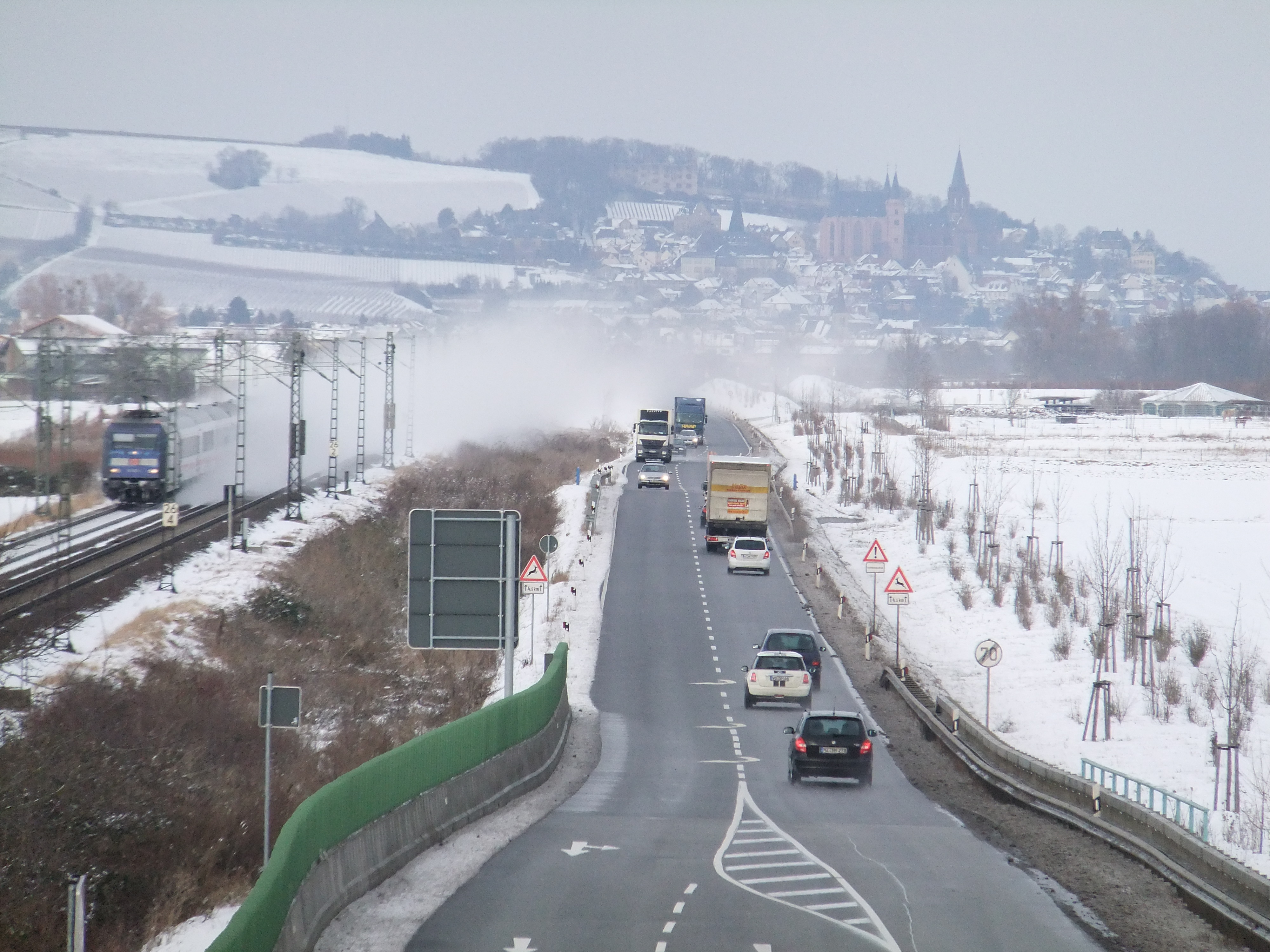
Schnee, der durch einen Intercity aufgewirbelt wurde. Schnelles Auftreten, vor allem im Straßenverkehr, kann häufig zu einem Straßenverkehrsunfall führen.

Schneetreiben herrscht, wenn am Boden liegender Schnee durch Wind in Augenhöhe des Beobachters aufgewirbelt wird, und die Sichtweite in Augenhöhe unter einen Kilometer sinkt.
Schneetreiben unterhalb der Augenhöhe des Betrachters wird als Schneefegen bezeichnet.